# Neosebastidae
Los neosebástidos (Neosebastidae) son una familia de peces marinos, dentro del orden Scorpaeniformes, distribuidos por la plataforma continental del océano Índico y del océano Pacífico. Su nombre procede del griego: neos (‘nuevo’) y sebastes (‘agosto’, ‘admirable’).

## Géneros
Existen solamente dos géneros reconocidos:
- Maxillicosta Whitley, 1935
- Neosebastes Guichenot, 1867

El género Cristula de Buen 1961, distribuido por aguas de Chile y que en un principio se encuadró en esta familia, en la actualidad no es aceptado y se consideran especies del género Maxillicosta.